# 福井市順化小学校
福井市順化小学校（ふくいし じゅんかしょうがっこう）は、福井県福井市大手三丁目にある公立小学校。

## 沿革
- 1868年頃（ 明治元年頃） - 佐佳枝上町旧川口御門の跡地に川口小学が創立される。
- 1874年（ 明治7年）- 彰義塾を前身として、錦小学校とする。
- 1876年（ 明治9年） - 川口小学校を晩成小学校と改称する。佐久良・錦の子弟の講習所を前身として佐久良下町に桜小学校を建設する。
- 1887年（明治20年） - 晩成小学校、錦小学校、桜小学校 を統合し、尋常科順化小学校を開校。
- 1947年（昭和22年） - 順化小学校と改称。

## 学校周辺
- 福井城
- 福井神社
- 中央公園
- 養浩館庭園
- 福井市立郷土歴史博物館
- 神明神社
- 福井県庁
- 福井市役所
- 福井地方裁判所

## 通学区域
- 福井市
  - 大手1～3丁目・順化1、2丁目・中央1～3丁目[1]

## 進学先中学校
- 福井市明道中学校

## アクセス
- 北陸新幹線・ハピラインふくい線・えちぜん鉄道勝山永平寺線 福井駅、えちぜん鉄道勝山永平寺線 新福井駅から、それぞれ約700 m。
- 福井鉄道福武線 仁愛女子高校駅から約650 m。

## 著名な卒業生
- 津村節子（小説家、吉村昭夫人）
- 高島英幸（英語教育学者、東京外国語大学名誉教授）